# Rezerwat przyrody Olszyna Łyczyńska
Rezerwat przyrody Olszyna Łyczyńska – leśny rezerwat przyrody położony w całości na terenie gminy Konstancin-Jeziorna w okolicach miejscowości Obory i Łyczyn. Wchodzi w skład Chojnowskiego Parku Krajobrazowego. Powierzchnia rezerwatu wynosi 24,8949 ha (akt powołujący podawał 25,38 ha).
Utworzony w celu ochrony pozostałości lasów łęgowych doliny Wisły, które nie zostały w znaczący sposób przekształcone przez działalność człowieka. Zawiera bagienne obniżenia terenu o podłożu torfowym ze zbiorowiskami zarośli kruszynowo-wierzbowych z bogatym runem roślin hydrofilnych.
W bezpośredniej bliskości rezerwatu Olszyna Łyczyńska znajdują się rezerwaty: Łęgi Oborskie i Skarpa Oborska.